# Khanabad (Khodjaly)
Pour l’article homonyme, voir Khanabad.
Khanabad est un village de la région de Khodjaly en Azerbaïdjan.

## Population
Elle compte 827 habitants en 2005.